# Ilmmünster
Ilmmünster là một đô thị ở huyện Pfaffenhofen bang Bayern thuộc nước Đức.